# لياو ليشينغ
لياو ليشينغ (بالصينية: 廖力生) (29 أبريل 1993 جي يانغ الصين - ) هو لاعب كرة قدم صيني، يلعب كلاعب وسط، شارك في كأس آسيا 2015.

## مسيرته

### مسيرته مع الأندية
- 2011 - 2012 لعب مع Guangdong South China Tiger F.C. [الإنجليزية]‏ 47 مباراة سجل خلالها 8 أهداف.

## روابط خارجية
- لياو ليشينغ على موقع قاعدة بيانات كرة القدم.إي يو (الإنجليزية)
- لياو ليشينغ على موقع ناشيونال فوتبول تيمز (الإنجليزية)
- لياو ليشينغ على موقع Soccerway.com (الإنجليزية)
- لياو ليشينغ على موقع اللجنة الأولمبية الصينية (الإنجليزية)